# Praça dos Restauradores
La Praça dos Restauradores è una piazza della città di Lisbona realizzata per commemorare la vittoria della guerra di liberazione del Portogallo dal dominio spagnolo iniziata nel 1640, data che segna l'inizio della guerra di restaurazione portoghese e la proclamazione di Giovanni IV del Portogallo quale nuovo sovrano.
La caratteristica più rappresentativa della piazza è l'obelisco che si trova al centro e ai cui piedi si trovano due figure di bronzo rappresentanti la Vittoria (con una palma e una corona) e la Libertà. I nomi e le date incise su entrambi i lati dell'obelisco sono quelle delle battaglie della guerra di restaurazione portoghese.
Il progetto del monumento è opera di Antonio Tomás da Fonseca, mentre le statue allegoriche sono di Simões de Almeida e António Alberto Nunes.